# Seth (Holstein)
Seth település Németországban, Schleswig-Holstein tartományban. Lakosainak száma 1886 fő (2023. december 31.).

## Népesség
A település népességének változása:
| Lakosok száma | 1554 | 2000 | 1982 | 1912 | 1911 | 1886 |
|               | 1975 | 2017 | 2019 | 2021 | 2022 | 2023 |